# Идельбаево
Идельбаево — село в составе муниципального образования Городской округ город Медногорск в Оренбургской области Российской Федерации.

## История
О заселённости этих земель в древности свидетельствуют археологические находки:
- в 1907 году П. С. Назаровым была открыта стоянка древних людей, найдены кремнёвые орудия, относящиеся к каменному веку (15—30 тысяч лет назад);
- в 1974 году экскаваторщиком М. И. Мироничевым в глиняном карьере недалеко от села выявлен окаменелый скелет мамонта[2].

Село основано, по преданиям, в XVIII веке переселенцами, по одной версии — из башкирских деревень на реке Чебакля, по другой — казахскими переселенцами. Название села связывают с именем первопоселенца (Иделбай).
В 1852 году в селе насчитывалось 58 дворов, в 1866 году — 52, в 1900 году — 90, в 1989 году — 120 дворов.
Жители занимались животноводством, овощеводством, земледелием. В селе действовали мечеть, гимназия (построена в 1890 году старшиной Сагадатом Алсынбаевым), лавка; была своя мельница.
В 1917 году в селе была провозглашена советская власть (первый председатель сельского совета — М. Г. Аккубеков, секретарь — Зариф Ильясов), в 1919 — создана партийная ячейка (секретарь — Мутугулла Апсалямов, члены — Муса Биккужин, Кирей Кудашев, Зариф Ильясов, Шарифулла Кульбаев). Первые комсомольцы — Ахмадулла Биккужин, С. Ильясов, Ф. Биккужин, Исмагил Ирмаков.
В 1920-е годы была организована коммуна по обработке земли (с 1930 — колхоз «Кызыл-Юлдус», в 1951 — колхоз «имени Салавата Юлаева», с 1959 года — «1 мая», с 1960 — 3-е отделение совхоза Медногорский), молочная и овощная продукция поставлялась в Медногорск.
В годы Великой Отечественной войны на фронт ушли 67 жителей села, вернулись только 37.
В сентябре 2018 года силами ГУ МЧС России по Оренбургской области с участием жителей удалось отстоять село от степного пожара.

### Административная подчинённость
До революции и в первые годы советской власти Идельбаево относилось к 5-й Усарганской волости Орского уезда.
C 4 октября 1996 года село входило в состав города Медногорск. Со 2 июля 2001 года — в составе муниципального образования «город Медногорск» (по 15 сентября 2008 — в качестве населённого пункта Рысаевского сельсовета).

## Население
В 1866 году в селе проживали 350 человек, в 1900 году — 420; в 1970 было 514 жителей,в 2002 г. - 271 житель.
ВПН 2002 г.: башкиры - 84%.

### Известные жители
- Биишев, Ахмед Альмухаметович (1896—1937) — идеолог Башкирского национального движения, председатель Совета народных комиссаров Башкирской АССР (1920—1921).

## Инфраструктура
Школа и детский сад были закрыты в 1990-е годы. Село было газифицировано в 2003 году. Действуют фельдшерско-акушерский пункт и библиотека.
Харис и Хасан Хамидулловичи Равиловы в 2006 году построили в селе мечеть. В 2012 году открыт новый магазин (Рим Каримьянович Биккужин).
Развитие инженерной инфраструктуры. 
Генеральный план. Сводная схема генерального плана населенного пункта с. Идельбаево М 1 : 5 000
https://dereksiz.org/gorod-mednogorsk/194403_html_18b75949.jpg
Общественно-деловые, рекреационные зоны.
Общественно-деловая зона сохраняется на главной улице села, в центральной части жилой застройки.
Жилая зона сохраняется существующий жилой фонд. Резервные территории для жилищного строительства предлагаются в юго-восточной села, на бывших территориях агропромышленного комплекса, при условии ликвидации скотомогильника, расположенного непосредственно у южной границы села.
Производственная зона Состоит из коммунально-складской зоны, в северной части села, и территорий защитных зелёных насаждений.
Газоснабжение села Идельбаево
Увеличение численности населения в расчётный срок -180 человек.
В сельском поселении газоснабжение проектируемой застройки предусматривается от проектируемых сетей низкого давления, которые прокладываются вдоль улиц и проездов на нормируемом расстоянии от сооружений. В каждом доме (квартире) предусматривается установка газовой плиты и автоматизированного двухконтурного котла для теплоснабжения. Питание сетей низкого давления производится от существующей ГРПШ №8.
Дополнительная потребность газа составит- 357300 н. м3/год
В целях повышения общего благоустройства территории необходимо выполнение комплекса мероприятий по инженерной защите и подготовке территории в составе:
1. Вертикальная планировка с организацией поверхностного стока.
2. Очистка поверхностного стока.
3. Защита от подтопления и осушение заболоченностей.
4. Благоустройство овражных территорий.
5. Рекультивация нарушенных территорий.
6. Регулирование и благоустройство русла реки Кураган и водотоков.

Площадка проектирования не подвержена затоплению паводком 1 % обеспеченности. Для перехвата и отведения дождевых и талых вод со склона предусмотреть нагорную канаву.
Вертикальная планировка предусматривается с максимальным учетом существующего рельефа местности.
Мероприятия по озеленению территории не запланированы.

## Религия
Мечети
- Мечеть

## Известные уроженцы
- Биишев, Ахмед Альмухаметович - ответственный секретарь Башкирского обкома ВКП(б).